# Replicant (film)
 For alternative betydninger, se Replicant (flertydig). (Se også artikler, som begynder med Replicant)
Replicant er en actionfilm fra 2001 med Michael Rooker og Jean-Claude Van Damme i hovedrollerne. Filmen er instrueret af Ringo Lam. Den er filmet i Vancouver i Canada, og Seattle i Washington i Amerika. Filmen er det andet samarbejde mellem Van Damme og den kinesiske actioninstruktør Ringo Lam. Van Damme spillede også to karakterer i en anden af Lam's film Maximum Risk fra (1996), og også i Double Impact fra (1991).

## Handling
Jean-Claude Van Damme spiller to karakterer. Den ene er en seriemorder kendt som The Torch, og den eneste måde at politiet vil være i stand til at fange ham på er ved at skabe en klon (også spillet af Van Damme) af seriemorderen. Michael Rooker spiller betjenten som forsøger at fange ham.

## Eksterne Henvisninger
- Replicant på Internet Movie Database (engelsk)
- Replicant på Filmdatabasen
- Replicant i Svensk Filmdatabas (svensk)
- Replicant på AlloCiné (fransk)
- Replicant på MovieMeter (nederlandsk)
- Replicant på AllMovie (engelsk)
- Replicant hos British Film Institute (engelsk)
- Replicant på Turner Classic Movies (engelsk)
- Replicant på The Movie Database (engelsk)
- Replicant på Rotten Tomatoes (engelsk)